# 中華民國—柬埔寨關係
中華民國與柬埔寨王國於1953—1958年保持獨立前的領事關係，但終止領事關係後即撤離领事馆；直至在高棉共和國新政權主導下，於1970—1975年曾互設官方代表團，但在政局不穩下雙方關係難以推進，紅色高棉時期又實行鎖國政策，之後亦內戰頻仍，雙方往來全面中斷；1993年恢復柬埔寨王國後，於1995—1997年因貿易往來亦曾於對方首都恢復設立具大使館功能的代表機構，但因政變及柬埔寨官方依循「一個中國」政策而裁撤，目前對柬埔寨的相關事務由設在越南的駐胡志明市台北經濟文化辦事處兼轄。中華民國對外貿易發展協會於柬埔寨設立駐金边辦事處。

## 政治

### 外交
1947年9月3日，中華民國在法屬印度支那的柬埔寨金邊設立領事館。
1953年11月，柬埔寨王國建立後，雙方維持領事關係，西哈努克首相曾於1955年12月3日及10日過境臺灣，中華民國政府以軍禮相迎，並分別會晤行政院長俞鴻鈞、副總統陳誠；但1958年7月19日，柬埔寨與中華人民共和國政府建交，10月要求關閉駐金邊領事館，與中華民國政府終止領事關係。

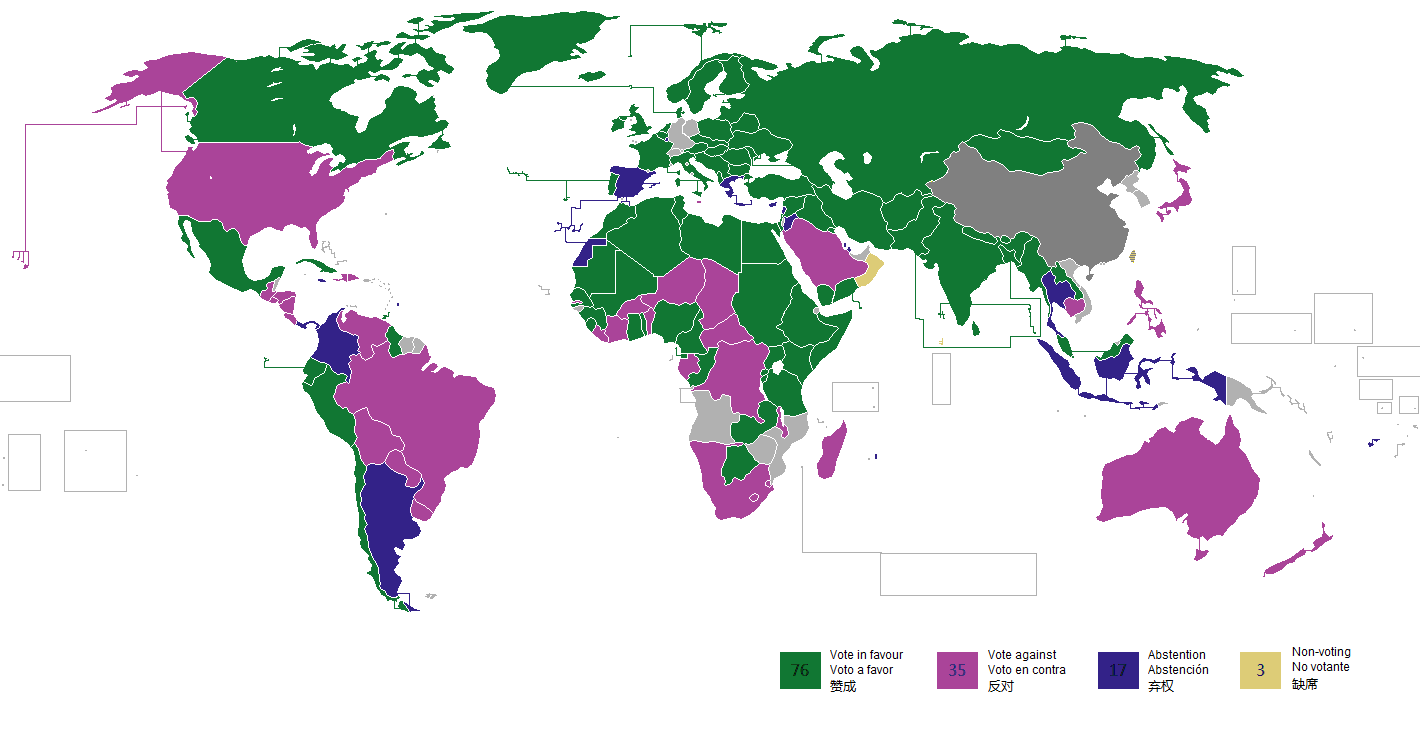
紫色國家表示在1971年的投票中支持中華民國續留聯合國，即《聯合國大會2758號決議》，其中包括當時的高棉共和國。

1970年3月，親美反共的龍諾將軍發動政變，與中華人民共和國斷交，恢復與中華民國的接觸並於6月准予設立中華民國駐高棉共和國代表團，時任中華民國駐泰國臨時代辦董宗山調至金邊擔任首任團長。10月正式建立高棉共和國，並基於對等原則於1971年設立高棉共和國駐華代表團，雙方互相派駐大使銜外交代表。1971年於是投下支持中華民國續留聯合國的一票，即《聯合國大會2758號決議》，是唯二支持中華民國的東南亞國家（另一個為菲律賓）；1972年9月，成立代表團下轄之軍事顧問團以利其對抗紅色高棉勢力，因應日漸升高的柬埔寨內戰，雙方密切的交流也使得1974年底高棉共和國政府在中華民國新任代表孔令晟抵任時重新考慮加速因美國反對遲未與中華民國建交的時程，然而當時政府軍因美軍撤離而戰事告急，中華民國方面亦已無強烈意願且末代駐高棉代表團團長孔令晟於金邊政權瓦解前的1975年4月2日片面撤離，雙方關係已實質結束。兩周後的17日，紅色高棉攻陷金邊，隔年建立柬埔寨民主共和國，雙方交流正式全面中斷。5月，中華民國外交部宣布駐高棉共和國代表團已於4月17日撤離關閉。
1990年代，柬埔寨王國恢復後，同中華民國的交流日益熱絡，但仍堅持親共立場。1994年9月，在金邊由駐泰國臺北經濟貿易辦事處代表與柬埔寨總理特使簽署《互設代表處協定》。根據該協定，分別設立駐金邊臺北經濟文化代表處與駐臺北金邊經濟文化代表處。1995年11月，駐金邊代表處正式成立，但於1997年8月28日因政變關閉裁撤。
2010年8月，柬埔寨《金邊郵報》報導，柬埔寨首相洪森禁止中華民國在柬埔寨設立辦事處，一律嚴懲協助其設立辦事處的官員。對此中華民國政府回應，希望柬方正視中華民國政府的存在，並非中華人民共和國之一省或一地區，如果持這樣的態度，可能會對爭取臺商到柬埔寨投資貿易都會有不良影響。此外，柬埔寨更禁止台商悬挂中华民国国旗，首相洪森指这是为了“维护中国主权”。
2017年9月，柬埔寨亲政府网站《Fresh News》的报道指，有“台湾激进组织成员”与柬埔寨救國黨“秘密会面”。报道同时刊登救国党领袖金速卡的女儿金摩诺薇雅（Kem Monovithya）出席台湾民进党总统候選人蔡英文竞选活动的照片。执政的柬埔寨人民党称政府将就报道内容进行调查，之後柬埔寨就拘捕了金速卡，指他合谋与美国推翻首相洪森的政权。民进党也澄清，绝不可能介入它国的政治，也说已经让柬埔寨方面了解，事情已经“圆满落幕”。

#### 中華民國駐柬埔寨金邊領事（1947－1958年）
| 姓名 | 任命           | 離任           | 外交衔级 | 外交職務 | 備註 |
| ---- | -------------- | -------------- | -------- | -------- | ---- |
| 許鼐 | 1947年9月      | 1951年10月27日 | 代理領事 | 副領事   |      |
| 許鼐 | 1951年10月27日 | 1958年10月     | 領事     | 領事     |      |

#### 中華民國駐高棉共和國代表團團長（1970－1975年）
| 姓名   | 任命           | 到任          | 免職           | 離任         | 外交衔级 | 外交職務 | 備註                           |
| ------ | -------------- | ------------- | -------------- | ------------ | -------- | -------- | ------------------------------ |
| 董宗山 | 1970年7月11日  | 1970年7月24日 | 1974年12月13日 |              | 大使     | 團長     | 曾任駐泰國大使館公使銜臨時代辦 |
| 孔令晟 | 1974年12月13日 | 1975年1月18日 | 1975年5月2日   | 1975年4月2日 | 大使     | 團長     | 高棉共和國政府解散，代表團裁撤 |

#### 中華民國駐柬埔寨代表（1995－1997年）
| 姓名   | 任命          | 到任          | 離任          | 外交衔级 | 外交職務 | 備註  |
| ------ | ------------- | ------------- | ------------- | -------- | -------- | ----- |
| 朱浙川 | 1995年1月27日 | 1995年6月26日 | 1997年7月27日 | 代表     | 副代表   | [ 4 ] |

#### 高棉共和國駐華代表團團長（1971－1975年）
| 姓名                     | 任命   | 到任           | 免職      | 離任      | 外交衔级 | 外交職務 | 備註                           |
| ------------------------ | ------ | -------------- | --------- | --------- | -------- | -------- | ------------------------------ |
| 孟德諾 Kenthaode Moatero | 1971年 | 1971年10月19日 | 1975年4月 | 1975年4月 | 大使     | 團長     | 高棉共和國政府解散，代表團充公 |

## 經濟

### 背景
臺商進入柬埔寨始於1989年，早期是在中華民國政府的南向政策影響下展開。

### 貿易
2020年2月，中華民國對外貿易發展協會（外貿協會）於柬埔寨首都設立駐金边辦事處。
| 年分 | 貿易總額      | 貿易總額 | 貿易總額 | 出口至柬埔寨 | 出口至柬埔寨 | 出口至柬埔寨 | 自柬埔寨進口 | 自柬埔寨進口 | 自柬埔寨進口 | 順逆差 |
| 年分 | 金額          | 年增減   | 排名     | 金額         | 年增減       | 排名         | 金額         | 年增減       | 排名         | 順逆差 |
| ---- | ------------- | -------- | -------- | ------------ | ------------ | ------------ | ------------ | ------------ | ------------ | ------ |
| 2017 | 727,391,040   | ▼0.2%    | 47       | 649,793,847  | ▼0.1%        | 32           | 77,597,193   | ▼0.5%        | 70           | 順差▼  |
| 2018 | 794,932,836   | ▲9.3%    | 46       | 700,597,373  | ▲7.8%        | 32           | 94,335,463   | ▲21.6%       | 68           | 順差▲  |
| 2019 | 826,358,916   | ▲4.0%    | 43       | 719,308,239  | ▲2.7%        | 31           | 107,050,677  | ▲13.5%       | 61           | 順差▲  |
| 2020 | 788,210,676   | ▼4.6%    | 45       | 670,095,568  | ▼6.8%        | 31           | 118,115,108  | ▲10.3%       | 61           | 順差▼  |
| 2021 | 976,090,471   | ▲23.8%   | 45       | 857,077,915  | ▲27.9%       | 31           | 119,012,556  | ▲0.8%        | 70           | 順差▲  |
| 2022 | 1,031,115,769 | ▲5.6%    | 48       | 868,408,302  | ▲1.3%        | 31           | 162,707,467  | ▲36.7%       | 62           | 順差▼  |
| 2023 | 730,743,868   | ▼29.1%   | 48       | 563,119,971  | ▼35.2%       | 38           | 167,623,897  | ▲3.0%        | 60           | 順差▼  |
| 2024 | 724,565,060   | ▼0.8%    | 48       | 550,858,736  | ▼2.2%        | 38           | 173,706,324  | ▲3.6%        | 59           | 順差▼  |

2023年的兩國貿易項目如下：
出口至柬埔寨的前10大項目為：針織或鉤針織品；針織品或鈎針織品，其寬度超過30公分，且含彈性紗或橡膠線重量在5%及以上；車輛之零件與附件；合成纖維絲紗梭织物；拉鏈及其零件；棉梭織物；雪茄菸、呂宋菸、小雪茄菸與紙菸；用塑料加工之紡織物；合成纖維棉之梭織物；不帶毛之牛、馬類動物鞣制皮革或胚皮革等。
自柬埔寨進口的前10大項目為：箱盒袋類容器；針織或鉤針織T恤、汗衫與其他；車輛之零件與附件；針織或鉤針織套頭衫、無領開襟上衣、外穿式背心與類似品；女用或女童用服飾；紡織材料製面鞋靴；男用或童男童用服飾；皮革面鞋靴；外底與鞋面以橡膠或塑膠製之其他鞋靴；雨傘、陽傘等。
中華民國雖然是柬埔寨的第5大進口國，2022年占比3.46%，但臺灣產品在柬埔寨並不多見，主要的進口都是供當地臺商紡織製鞋用的半製品。

### 投資
根據柬埔寨發展委員會（Council for the Development of Cambodia, CDC）統計，1994－2022年，臺商赴柬埔寨總投資金額約15.18億美元，計有683件，是第10大外資來源，占比2.6%。2022年約5,741萬美元，計有9件，排名第3，占比1.2%。另根據中華民國經濟部投資審議司統計，截至2023年，臺商赴柬埔寨總投資金額約12.03億美元，計有89件；柬埔寨赴臺灣總投資金額約380.8萬美元，計有16件。
2006年以後在越南的製鞋臺商遭受欧洲联盟課徵反倾销税等影響，部分轉往柬埔寨設廠，帶動該國製鞋業快速發展；在紡織成衣方面，臺商的投資約占所有外資的35%，排名第1。2012年4月成立的柬埔寨證券交易所，現有5家上市公司，臺商成衣廠崑洲國際（Grand Twins International（Cambodia）Plc）是其第2家上市公司。
在柬埔寨的臺商大多以中小企業為主，約有300餘家，主要投資項目有：房地产、土地開發、农业開發、木材加工、紡織成衣、製鞋、旅游等。其中以紡織成衣為主，投資計有百餘件，廠商計有50餘家，約占柬埔寨紡織成衣廠的4分之1，其次為木材加工與土地開發。柬埔寨第1個經濟特區－曼哈頓經濟特區是由臺商美德向邦在該國政府的支持下成立。

### 金融
臺灣的第一商業銀行於1998年設立金邊分行，之後的兆豐國際商業銀行、合作金庫商業銀行亦陸續設立金邊分行，上海商業儲蓄銀行則是設立金邊代表處。後因柬埔寨國家銀行停止發行銀行執照的緣故，其餘臺資銀行皆以併購的方式進入柬埔寨市場，例如玉山商業銀行收購柬埔寨聯合商業銀行的70%股份，更名為玉山銀行柬埔寨子行聯合商業銀行、國泰世華商業銀行亦收購柬埔寨新加坡銀行的70%股份，並再併購其餘的30%股份後，更名為國泰世華銀行（柬埔寨）股份有限公司。

### 臺商組織
柬埔寨臺商協會於1996年9月1日成立，現有會員400家。另有臺商紡織成衣聯誼會。

### 會議
2015年4月，於金邊召開第2屆臺柬經濟聯席會議。
2016年11月，資訊工業策進會（資策會）舉辦「臺柬電子化政府暨資通訊研討會」，並與柬埔寨資通訊協會（ICT Federation of Cambodia）簽署合作備忘錄。
2019年10月，柬埔寨商會（Cambodia Chamber of Commerce, CCC）副會長與中華民國國際經濟合作協會（國經協會）柬埔寨委員會主任委員於臺北舉辦雙邊會談。
2020年9月，舉辦「柬埔寨COVID-19疫後投資環境及商機」線上研討會，邀請柬埔寨發展委員會投資局主任擔任主講，介紹該國投資法規架構與投資機會。

## 司法

### 電信詐騙
2016年6月底，涉嫌電信詐騙的臺灣人遭到柬埔寨警方逮捕，在中國大陸（以下權稱中國）介入后共有18名嫌疑犯被遣送至温州。9月20日，在柬埔寨涉嫌電信詐騙的13名台灣人又被遣送至中国，中華民國外交部對此深表不滿。
2017年7月26日，柬埔寨移民總署於17日破獲跨國電信詐騙案，共逮捕32名嫌犯，其中7名是台灣人，有4名在26日遭遣送至中国，剩下3名也將一併遣送。中華民國外交部對柬埔寨政府基於「一個中國」政策又迫於中国壓力，不僅不同意駐胡志明市台北經濟文化辦事處前往探視，更將犯嫌遣送中国，表示嚴正關切及深切遺憾。
2018年11月26日，中华人民共和国公安部與柬埔寨執法單位合作，共逮捕233名電信詐騙犯，包括46名台灣人，這是近年來在東南亞逮捕電信詐騙犯最多的一次。12月6日，中国安排3架民航包機，將其全部遣送至中国。

### 人口拐騙
截至2022年8月，中華民國警方記錄至少有206名臺灣人被騙去柬埔寨。詐騙團伙以高薪工作誘騙台灣人前往柬埔寨後，因為不願意從事電信詐騙等不法活動，致遭毆打、拘禁及勒贖「違約金」。依據刑事警察局分析航警局、移民署2022年的出入境資料，平均每月有超過千人前往柬埔寨，但返回臺灣的不到百人，約90%不知去向。
2023年4月13日，臺灣臺北地方法院將誘騙88名臺灣人前往柬埔寨當「豬仔」的竹联帮東堂「東新會」主嫌判處18年有期徒刑，其餘8名共犯判處11年到15年。之後又查出30名受害人，於11月30日再判處主嫌18年有期徒刑。

### 直播造假
2024年2月12日，臺灣網紅「晚安小雞」（陳能釧）前往柬埔寨西哈努克市（西港）的「凱博園區」直播，途中被穿著軍裝且持槍的人員毆打、搶劫，隨後直播中斷且失蹤。隔日恢復直播表示已帶傷逃出園區，但事件疑點重重，被懷疑造假，亦引起柬埔寨警方的注意，隨即展開調查。14日，警方認定是自導自演，將晚安小雞與另1名網紅「阿鬧」（魯祖顯）上銬拘留。15日，警方召開記者會公布在其房間內搜出的道具、服裝、假槍、假血等。兩人亦公開下跪道歉，希望給他們機會，拍攝真實的柬埔寨，讓外界知道柬埔寨的治安非常好，並不是國際媒體報導的那樣負面。西哈努克省長郭宗朗（Kuoch Chamroeun）在記者會表示，晚安小雞在1月就開始策劃前往柬埔寨拍攝造假影片，2月11日，抵達金邊國際機場，隨後前往金邊多個地點。另表示兩人犯下嚴重錯誤，必須承擔法律責任、移送法辦，至服刑完畢後驱逐出境。後經西哈努克省初級法院裁定，晚安小雞與阿鬧犯下煽動、製造社會動亂罪，判處兩年有期徒刑，每人罰款400萬瑞爾（約1,000美元）。16日，英国广播公司（BBC）與新加坡《海峽時報》等國際媒體皆報導此造假事件。17日，柬埔寨準副總理洪马尼對此事件強力譴責，表示完全令人無法容忍。18日，柬埔寨前總理洪森亦表示支持法院判決，並呼籲司法部門不要减刑或特赦，務必讓兩人「關好關滿」。19日，柬埔寨總理洪玛奈直指「個別外國人為了私利，而不惜造假抹黑柬埔寨」，為了防止造假事件繼續上演，柬埔寨將依法嚴懲造假者，他們將被判刑，刑滿後驅逐出境，並列入境黑名單。

### 毒品買賣
2023年8月，柬埔寨警方查獲兩起K他命走私案，共逮捕3名臺灣人。2024年，金邊初級法院以販毒罪判處20年有期徒刑。
2023年11月，柬埔寨警方逮捕3名販賣K他命的臺灣人。2024年8月，金邊初級法院以販毒罪亦判處20年有期徒刑、罰款3000萬瑞爾（約7,300美元）。

## 交流

### 僑民
1997年7月，柬埔寨局勢不穩，中華民國政府展開撤僑行動，除租用4架包機撤離台僑、台商與觀光客外，亦請其他國家在撤僑時一併協助撤離。
在台灣的柬埔寨華人當中，有中國國民黨籍政治人物、第九屆立法委員的林麗蟬。曾獲得中華民國十大傑出青年，也是中華民國有史以來首位當選立法委員的新住民。

### 援助
2014年，在柬埔寨「金邊國家兒童醫院」建立顱顏中心，培養專業醫療團隊、改善當地醫療品質及服務唇顎裂患者，協助約1,000名唇顎裂貧童獲妥善醫療照顧。

## 協定
| 日期           | 簽署                                       | 備註         |
| -------------- | ------------------------------------------ | ------------ |
| 1971年11月11日 | 《中華民國政府與高棉共和國政府間貿易協定》 | 以下簡稱中棉 |
| 1973年1月24日  | 《中棉家畜及飼料生產技術合作協定》         |              |
| 1973年4月2日   | 《中棉空運臨時協定換函》                   |              |
| 1973年4月21日  | 《中棉文化協定》                           |              |

## 簽證

持中華民國護照的中華民國國民簽證要求分布圖：入境柬埔寨可以落地簽證、電子簽證。

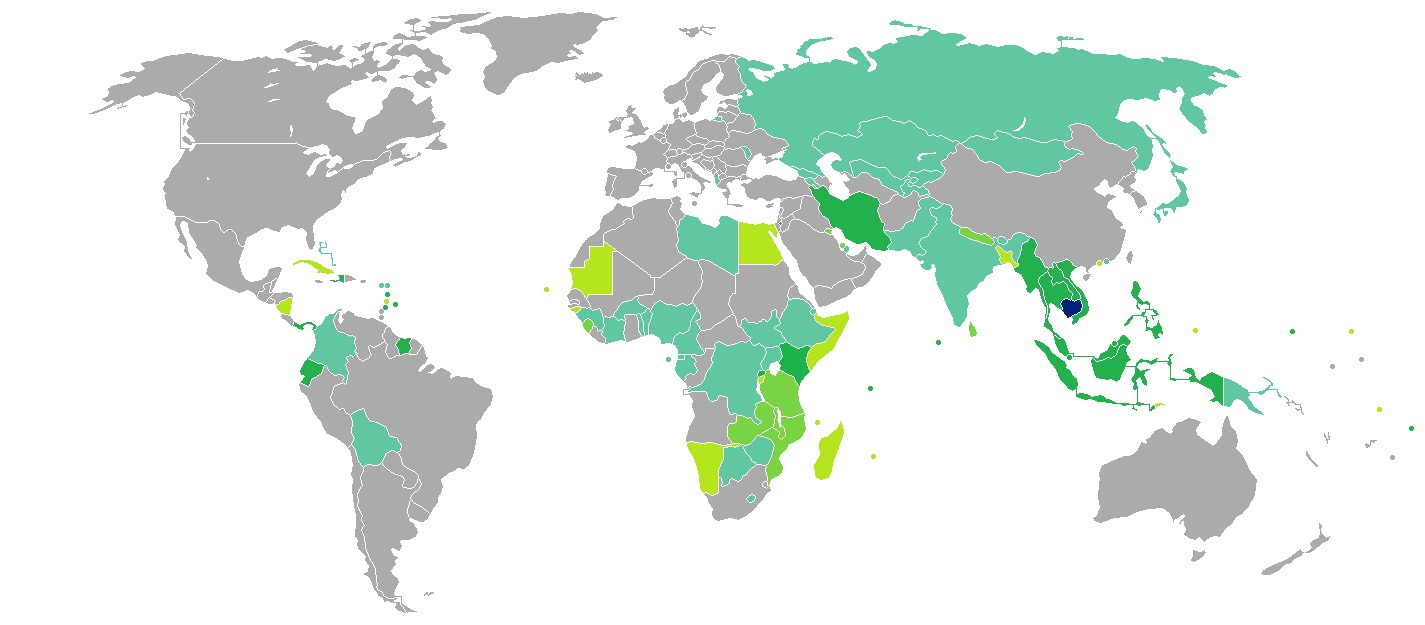
持柬埔寨護照的柬埔寨國民簽證要求分布圖：入境中華民國需要簽證。

兩國國民皆須申請簽證方可入境對方國家。持有中華民國護照的中華民國國民可以落地簽證、電子簽證的方式入境柬埔寨。觀光簽證可停留1個月並可延長1個月、一般簽證可停留1個月至1年、過境簽證可停留5天、電子簽證可停留1個月。柬埔寨實施電子入境卡（Cambodia e-Arrival Card, CeA Card）系統，需在入境前7天登入網站或下載CeA應用程式，填報入境與健康相關資訊。
持有柬埔寨護照的柬埔寨國民符合特定要求者可透過中華民國政府的「東南亞國家人民來臺先行上網查核」申請免簽證，停留最多14天；抵台參加團客旅遊，或由中央政府機關主辦、協辦或贊助之國際會議、運動賽事、商展或其他活動，則可以電子簽證入境中華民國，停留最多30天並不得延期。

## 交通

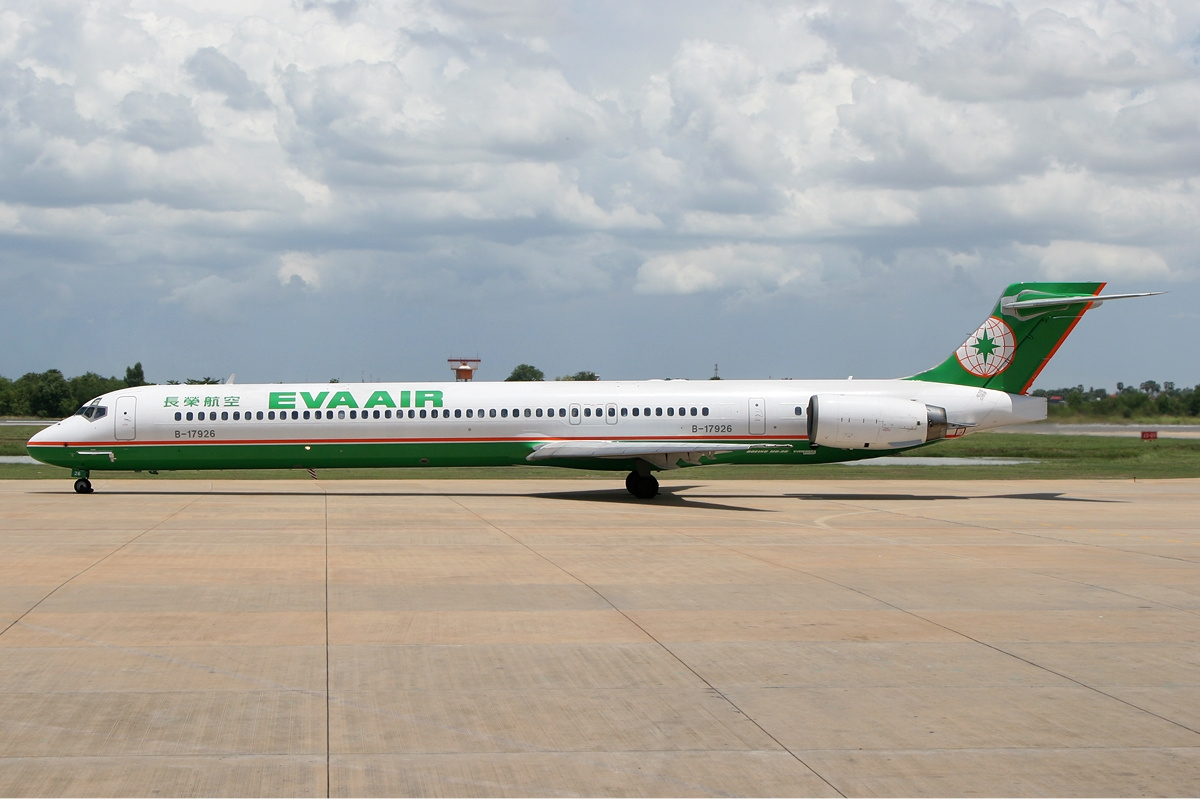
長榮航空MD90客機停泊於金邊國際機場

### 航空

#### 客運
中華航空、長榮航空在柬埔寨首都金边設有辦事機構。
兩國有直航班機，雙邊航班來往的城市如下（截至2023年6月14日）：
| 中華民國 | 柬埔寨（按照都會區人口排列）                                          |
| -------- | --------------------------------------------------------------------- |
| 臺北     | 金邊（中華航空、長榮航空、柬埔寨JC国际航空） 吳哥（柬埔寨JC國際航空） |

#### 事件
1997年11月，台灣媒體引述外電報導，柬埔寨發表聲明指出，已在1963年與中國大陸簽署航空協定，因此與台灣在1996年簽署的航空協定有重複之虞，必須取消，但顧及台灣觀光客與投資人的利益，金邊－台北即將通航。對此，中華民國外交部表示，柬埔寨在壓力下片面取消航空協定，有違誠信原則，又稱與台灣即將通航，純屬子虛烏有。

## 外部連結
- 中華民國外交部－柬埔寨王國簡介 （页面存档备份，存于）
- 駐胡志明市台北經濟文化辦事處
- 外交部領事事務局－國外旅遊警示分級表
- 中華民國衛生福利部－國際旅遊疫情建議等級
- 中華民國國際經濟合作協會 （页面存档备份，存于）
- 中華民國對外貿易發展協會駐金邊辦事處（Facebook）
- 柬埔寨家扶中心的Facebook專頁